# Asenath Bole Odaga
Asenath Bole Odaga (1937 – 2014) là một nhà xuất bản Kenya và tác giả viết tiểu thuyết, kịch, sách thiếu nhi và các tác phẩm văn học khác. Odaga cũng quảng bá văn học bằng các ngôn ngữ Kenya và nghiên cứu văn học dân gian bằng cách viết bằng phương ngữ Luo và đồng tác giả của một quyển hướng dẫn về văn học dân gian cho học sinh.

## Tiểu sử
Sinh ra ở Rarieda, Kenya vào năm 1938, Asenath Bole Odaga theo học tại Trường nữ trung học Alliance và Đại học Nairobi. Tại Đại học Nairobi Odaga đã nộp luận án thạc sĩ nghệ thuật: Educational Values of "Sigendeni Luo": The Kenya Luo Oral Narratives.
Năm 1982, Odaga thành lập Nhà xuất bản Lake và trở thành nhà xuất bản nữ đầu tiên ở Kenya. Odaga thành lập Nhóm Văn học Phụ nữ Kenya vào năm 1986, với ý định phát triển các tác phẩm tiếng Kenya cho phụ nữ.
Odaga cũng viết sách cho trẻ em, nói rằng "Tôi nghĩ rằng trẻ em nên có một cái gì đó để đọc về nền tảng của chính chúng và những đứa trẻ khác mà chúng biết, những anh hùng châu Phi thực sự mà chúng có thể hình dung được" Những câu chuyện này thường tập trung vào cuộc sống hàng ngày của trẻ em.
Asenath Bole Odaga qua đời vào ngày 1 tháng 12 năm 2014.

### Di sản
Odaga được Daily Nation đưa vào danh sách là một trong những nhà văn có ảnh hưởng lớn nhất đến xã hội Kenya. Tác phẩm của cô đã được trích dẫn là một ảnh hưởng đến tiểu thuyết gia người Kenya Yvonne Adhiambo Owuor.

## Tác phẩm đã xuất bản
- English--Dholuo Dictionary
- The Villager's Son (1971)
- Thu tinda: stories from Kenya (1980)
- Yesterday's today: a study of oral literature (1984)
- Ogilo nungo piny kirom (1983)
- The Shade Changes (1984)
- Nyamgondho wuod ombare gi sigendini luo moko (1985)
- The storm (1985)
- Literature for children and young people in Kenya (1985)
- Munde goes to the market (1987), with Adrienne Moore
- A bridge in time (1987)
- Munde and his friends (1987)
- Between the years (1987)
- Jande's ambition (1988)
- The silver cup (1988)
- The hare's blanket. And other stories (1989), with Adrienne Moore
- Poko nyar migumba: gi sigend luo mamoko (1989), with
- The diamond ring (1989)
- The angry flames (1989), with Adrienne Moore
- The secret of the monkey rock (1989)
- Riana (1991)
- A night on a tree (1991)
- My home (1991)
- The love ash, rosa and other stories (1992)
- Simbi nyaima (1993)
- Basic English-Luo words and phrases (1993)
- Why the hyena has a crooked neck and other stories (1993)
- Endless road (1995)
- Luo sayings (1995)
- Something for nothing (2001)
- Mogen jabare (2003)
- Nyangi gi Otis (2004)
- The Luo oral literature and educational values of its narratives (2010)[12]